# Łososina Dolna (gmina)

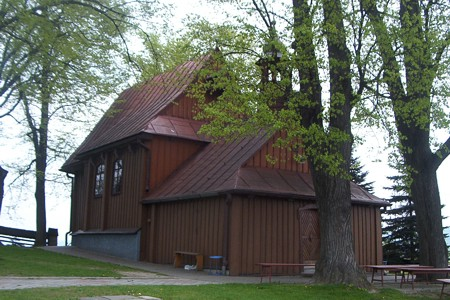
Kościół na górze św. Justa

Łososina Dolna – gmina wiejska w województwie małopolskim, w powiecie nowosądeckim. W latach 1975–1998 gmina położona była w województwie nowosądeckim. Siedzibą gminy jest Łososina Dolna.
Sąsiaduje z gminami: Chełmiec, Czchów, Gródek nad Dunajcem, Iwkowa, Laskowa i Limanowa.
Na terenie gminy funkcjonuje lotnisko Nowy Sącz-Łososina Dolna.
Według danych z 31 grudnia 2019 roku gminę zamieszkiwały 11 144 osoby.

## Geografia
Gmina Łososina Dolna leży na wschodnich krańcach Beskidu Wyspowego. Wschodnią granicę gminy stanowi Jezioro Rożnowskie. Góra Św. Justa (486 m n.p.m.) dzieli obszar na dolinę Łososiny i dolinę Dunajca. Krajobraz urozmaicają liczne wzgórza, wśród których wyróżniają się: Jaworz (921 m n.p.m.) i Chełm (793 m n.p.m.) tworzące Pasmo Łososińskie oraz szczyty Ostrej (455 m n.p.m.), Witkówki (471 m n.p.m.) i Sadowej (490 m n.p.m.).
Obszar gminy wynosi 84,31 km², w tym: użytki rolne 54%, użytki leśne: 31%. Stanowi to 5,44% powierzchni powiatu.

## Wsie sołeckie
Białawoda, Bilsko, Łęki, Łososina Dolna, Łyczanka, Michalczowa, Rąbkowa, Skrzętla-Rojówka, Stańkowa, Świdnik, Tabaszowa, Tęgoborze, Witowice Dolne, Witowice Górne, Wronowice, Zawadka, Znamirowice, Żbikowice.

## Historia
Historia tych terenów sięga początków XIV wieku. To wtedy w dolinie rzeki Łososina powstała wieś Jakubkowice, później nazwana Łososina. Kilka kilometrów dalej została założona wieś Tęgoborze. Przez obszar ten wówczas przebiegał trakt, po którym poruszały się karawany kupieckie. Sprzyjało to rozwojowi kulturalnemu i gospodarczemu tych wsi.

## Demografia

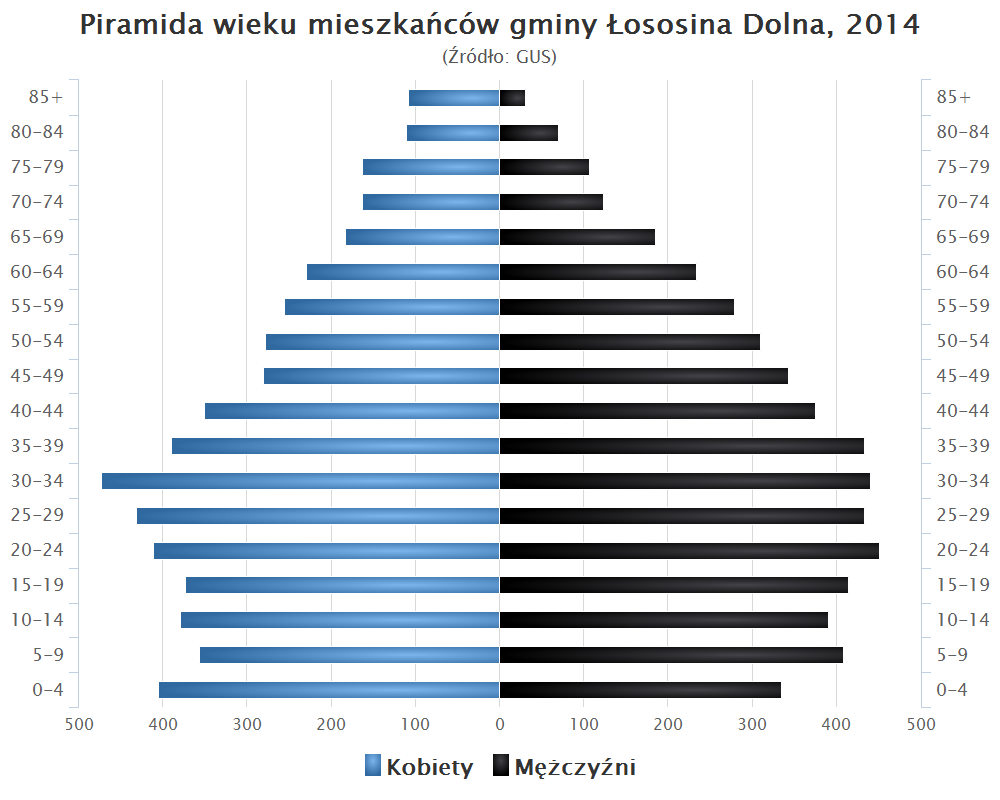
Piramida wieku mieszkańców gminy Łososina Dolna w 2014 roku

## Zabytki
- drewniany kościółek konstrukcji zrębowej pw. św. Mikołaja, przeniesiony z miejscowości Tęgoborze do Tabaszowej. Pochodzi on z 1753 roku. Jednonawowy, posiada zamknięte wielobocznie prezbiterium. Wyposażenie świątyni rokokowe;
- kościół na Juście pod wezwaniem Najświętszej Marii Panny. Już w X wieku miał tu według tradycji, swą pustelnię św. Just i tu zakończył pustelnicze życie w lipcu 1007 roku. W miejscu dawnej pustelni powstać miał w 1083 roku niewielki kościółek – zniszczony przez Tatarów. Kolejny wzniesiono ok. 1400 roku, wreszcie w II połowie XVII wieku stanął istniejący do dziś kościółek pod wezwaniem Najświętszej Panny Marii;
- klasycystyczny, murowany parterowy dwór w miejscowości Tęgoborze z przełomu XVIII i XIX wieku. Posiada on czterospadowy dach, ozdobiony czterokolumnowym portykiem. Obok murowana oficyna z początku XIX wieku;
- stary dwór ziemiański w Witowicach Dolnych;
- kapliczki przydrożne.

## Kultura
Największym wydarzeniem kulturalnym w gminie jest coroczne Święto Kwitnących Sadów organizowane na lotnisku Aeroklubu Podhalańskiego w Łososinie Dolnej. Jest to festyn ludowy, w trakcie którego prezentowany jest dorobek kulturalny gminy tj. występy miejscowych orkiestr, zespołów regionalnych, młodzieżowych oraz Kół Gospodyń Wiejskich. Dodatkowo goszczą na nim zespoły estradowe, kabarety. W czasie trwania festynu organizowane są wystawy z zakresu sadownictwa, kwiaciarstwa, krzewów ozdobnych oraz produkty twórców ludowych. Dużą atrakcją są pokazy lotnicze.

## Gospodarka
Łososina Dolna to gmina o profilu rolniczo-sadowniczym oraz turystycznym. Warunki klimatyczno–glebowe sprzyjają rozwojowi sadownictwa. Sady owocowe zajmują obszar ponad 1000 ha, w tym 650 ha samych sadów jabłoniowych. Na mniejszych powierzchniach rozciągają się sady gruszkowe, śliwkowe, oraz plantacje agrestu, truskawek, porzeczek i warzyw. Ok 30% ludności gminy zajmuje się rolnictwem.

## Turystyka
W miejscowościach takich jak: Tęgoborze, Znamirowice, Tabaszowa, Witowice Dolne koncentruje się działalność turystyczna, rekreacyjna, bądź sportowa związana z dostępem do Jeziora Rożnowskiego i Czchowskiego.
Na lotnisku Aeroklubu Podhalańskiego w Łososinie Dolnej można skorzystać z lotów pasażerskich samolotami sportowymi.
Na terenie gminy znajduje się rezerwat przyrody Białowodzka Góra nad Dunajcem.

## Gminy partnerskie
- Crescentino, od 2008 roku[2]
- Łubianka, od 2005 roku[2]